# 유리정
유리정(由利町)은 아키타현 유리군에 설치되었던 정이다. 
2005년 3월 22일, 혼조시 및 유리군 6정(이와시로정, 오우치정, 니시메정, 히가시유리정, 야지마정, 도리카이정)과 합병해 유리혼조시가 되었다.

## 역사
- 1955년 3월 1일 - 히가시타키자와촌, 니시타키자와촌, 아유가와촌과 합병해 유리촌이 탄생하였다.
- 1960년 11월 1일 - 정으로 승격하였다.
- 2005년 3월 22일 - 혼조시, 이와시로정, 오우치정, 니시메정, 히가시유리정, 야지마정, 도리카이정과 합병해 유리혼조시가 되어 소멸하였다.

## 지리
- 하천: 코요시 강
- 호수: 오오타니치이케

## 교육
- 유리 정립 유리중학교
- 유리 정립 유리초등학교

## 교통

### 철도
- 유리 고원철도

### 도로
- 국도 108호